# Carnarvon National Park
Carnarvon National Park är en park i Australien. Den ligger i delstaten Queensland, omkring 570 kilometer nordväst om delstatshuvudstaden Brisbane.
Trakten runt Carnarvon National Park är nära nog obefolkad, med mindre än två invånare per kvadratkilometer.. Det finns inga samhällen i närheten.
I omgivningarna runt Carnarvon National Park växer huvudsakligen savannskog.  Genomsnittlig årsnederbörd är 764 millimeter. Den regnigaste månaden är januari, med i genomsnitt 123 mm nederbörd, och den torraste är augusti, med 19 mm nederbörd.